# Cyryl Klimowicz
Cyryl Klimowicz (ur. 5 listopada 1952 w Amangieldach koło Ałma-Aty) – białorusko-rosyjski duchowny rzymskokatolicki polskiego pochodzenia, biskup pomocniczy archidiecezji mińsko-mohylewskiej w latach 1999–2003, biskup diecezji Świętego Józefa w Irkucku od 2003.

## Życiorys
Według jego własnej relacji, jego rodzice pochodzili z rejonu brasławskiego. W czasach stalinowskich zostali uznani za kułaków i wywiezieni do Kazachstanu. Do Polski przyjechał z rodzicami w latach 60. XX wieku. Ma obywatelstwo białoruskie. 
Jest absolwentem teologii Wyższego Seminarium Duchownego Hosianum w Olsztynie. Święcenia kapłańskie przyjął 8 czerwca 1980 w bazylice konkatedralnej św. Jakuba w Olsztynie z rąk ówczesnego biskupa warmińskiego Józefa Glempa. Pracował jako wikary w parafiach w Wydminach, Pasłęku i Klewkach oraz w administracji seminarium w Olsztynie. 
Od czerwca 1990 do października 1999 był proboszczem i dziekanem w Głębokiem na Białorusi. 13 października 1999 papież Jan Paweł II mianował go biskupem pomocniczym archidiecezji mińsko-mohylewskiej, a 17 kwietnia 2003 biskupem diecezji Świętego Józefa w Irkucku. W latach 2005–2011 był wiceprzewodniczącym Konferencji Episkopatu Rosji.

## Odznaczenie
- Krzyż Zesłańców Sybiru (2012)[4][5]
- Krzyż Komandorski Orderu Zasługi Rzeczypospolitej Polskiej (2016)[6][7][8]